# NGC 5696
NGC 5696 (również PGC 52235 lub UGC 9415) – galaktyka spiralna z poprzeczką (SBbc), znajdująca się w gwiazdozbiorze Wolarza. Odkrył ją William Herschel 18 marca 1787 roku. Jest to galaktyka z aktywnym jądrem typu LINER.